# Salar de Uyuni
Il Salar de Uyuni (anche noto in spagnolo come Salar de Tunupa e in inglese come Uyuni salt flats) è un esteso bacino endoreico che, con i suoi 10.582 km², è tra i più grandi al mondo formatosi a seguito della progressiva evaporazione di un lago salato, nonché in assoluto la più grande distesa salata del pianeta.

## Toponimo
Salar significa salina in lingua spagnola. Uyuni deriva dalla lingua aymara e significa recinto; il termine Uyuni è stato adottato anche dall'insediamento che funge da porta di accesso per i turisti i quali visitano il Salar.
Una leggenda locale racconta che le montagne Tunupa, Kusku e Kusina, che circondano il Salar, erano esseri umani giganteschi. Tunupa sposò Kusku, ma quest'ultimo fuggì da lei e si unì a Kusina. Addolorata, Tunupa iniziò a piangere mentre allattava suo figlio. Le sue lacrime si mescolarono al latte e formarono il Salar. Molti abitanti del posto considerano la Tunupa una divinità importante e affermano che il luogo dovrebbe essere chiamato Salar de Tunupa piuttosto che Salar de Uyuni.

## Geografia
È situato nei dipartimenti di Potosí e di Oruro, nei pressi della città di Uyuni, nell'altiplano andino meridionale della Bolivia, a circa 3.650 metri di quota.
Il Salar si è formato a seguito del processo di trasformazione che ha coinvolto diversi laghi preistorici. È coperto da alcuni metri di crosta di sale i quali formano una distesa quasi perfettamente pianeggiante con variazioni medie di elevazione circoscritte in un metro su tutta l'area occupata dalla salina. La crosta funge da fonte di sale e copre una salamoia eccezionalmente ricca di litio. Stando ad un articolo del 2009 realizzato da Joshua Keating sul Foreign Policy, essa conterrebbe tra il 50% e il 70% delle riserve di litio conosciute al mondo.
L'ampiezza dell'area, i cieli limpidi e l'eccezionalità della superficie così pianeggiante rendono Salar ideale per calibrare gli altimetri dei satelliti di osservazione della Terra.
Quando si verificano delle precipitazioni, un sottile strato di acqua piovana trasforma la salina nello specchio d'acqua lacustre più ampio del mondo, poiché si estende per 129 km.
Il Salar funge inoltre da principale via di trasporto per attraversare l'altiplano boliviano ed è particolarmente popolato da diverse specie di fenicotteri. Il sito è localizzato in una zona attiva a livello vulcanico (famoso il Tunupa, anche se oggi dormiente) a causa della sua posizione così vicina alla cordigliera delle Ande.

## Geologia

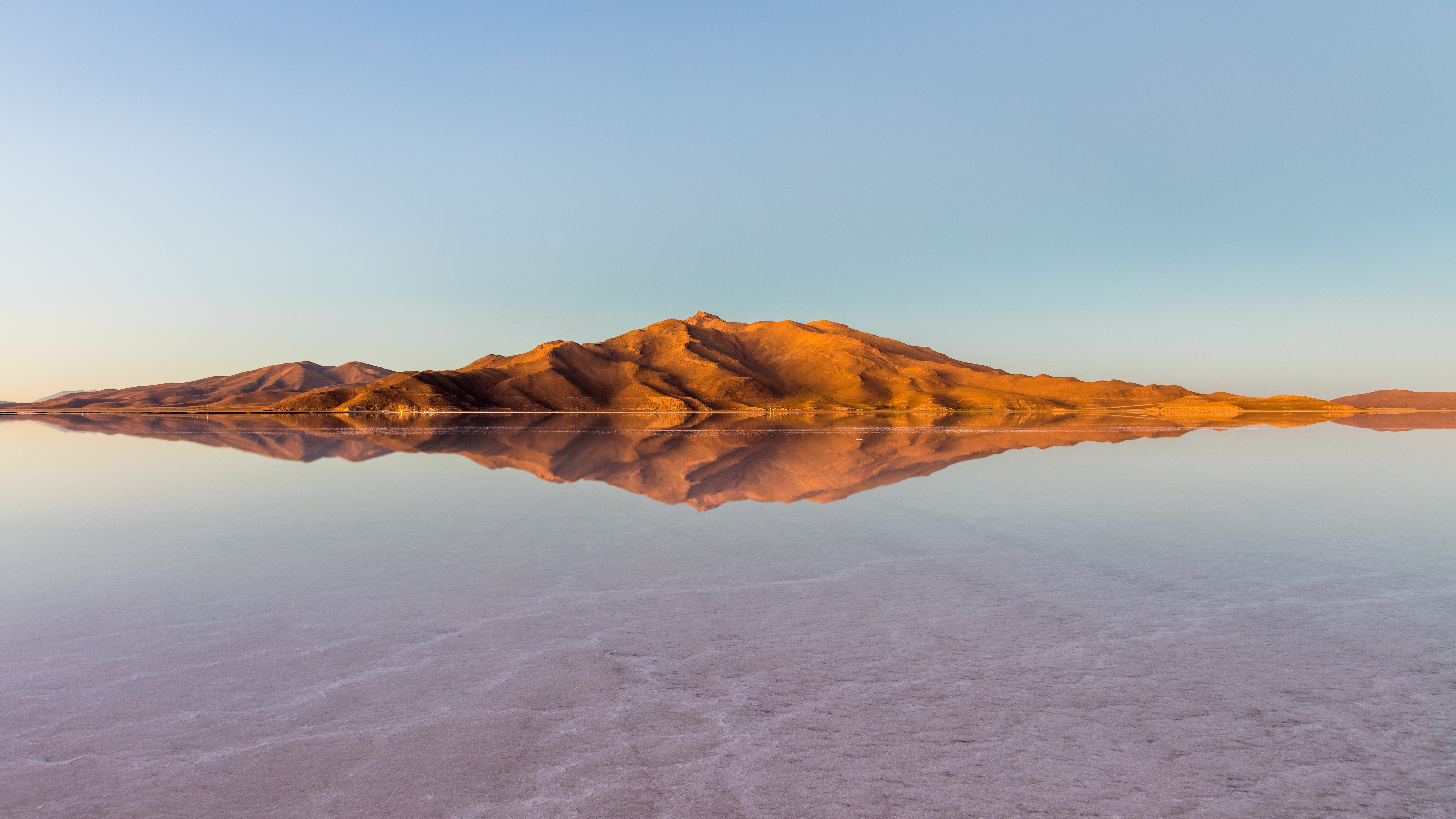
Montagne che circondano la salina di Uyuni durante l'alba nella Provincia di Daniel Campos, Dipartimento di Potosí, Bolivia sudoccidentale, non lontano dalla catena delle Ande

Il Salar de Uyuni fa parte dell'altiplano della Bolivia in Sud America. L'altiplano è un altopiano formatosi durante il sollevamento delle Ande. Esso comprende laghi di acqua dolce, di acqua salata e saline ed è circondato da montagne senza sorgenti fluviali.
La storia geologica di Salar è associata a una trasformazione graduale dei diversi vasti laghi. Tra i 30.000 e i 42.000 anni fa, l'area faceva parte di un gigantesco lago preistorico, il lago Minchin. Il numero è frutto di una stima ottenuta ricorrendo al metodo del carbonio-14 su sedimenti acquisiti in loco e piattaforme carbonatiche e varia negli studi riportati. Il lago Minchin (dal nome di Juan B. Minchin di Oruro) in seguito si trasformò nel cosiddetto lago Tauca, la cui profondità massima era di 140 metri: l'età è stimata tra 13.000-18.000 o 14.900-26.100 anni, a seconda della fonte.
Il più recente lago preistorico era il Coipasa, datato sempre con il radiocarbonio tra gli 11.500 e i 13.400 anni fa. Quando si è prosciugato, si è lasciato alle spalle due laghi ancora esistenti, il Poopó e l'Uru Uru, e due grandi deserti di sale, il Salar de Coipasa e il più grande Salar de Uyuni. Salar de Uyuni si estende su 10.582 km²: è circa 100 volte più grande della Bonneville Salt Flats negli USA ed estesa, per fare un secondo paragone, quasi quanto l'intero Abruzzo. Il lago Poopó è vicino al lago Titicaca, uno specchio d'acqua molto più vasto. Durante la stagione delle piogge, il Titicaca straripa e si riversa nel Poopó il quale, a sua volta, spinge le acque verso Salar de Coipasa e Salar de Uyuni.
Il fango lacustre unitosi al sale diventa una salamoia satura e compone la base della superficie di Salar de Uyuni. La salamoia è una soluzione satura di cloruro di sodio, cloruro di litio e cloruro di magnesio in acqua; vi sono anche basse percentuali di potassio. A ricoprirla, vi è una solida crosta di sale il cui spessore differisce da poche decine di centimetri a qualche metro. Al centro dell'immensa salina sono situate alcune isole, resti delle cime degli antichi vulcani sommersi durante l'era del lago Minchin. Su di essi si trovano formazioni e depositi non comuni e fragili simili a coralli che spesso corrispondono a fossili e alghe.

## Clima

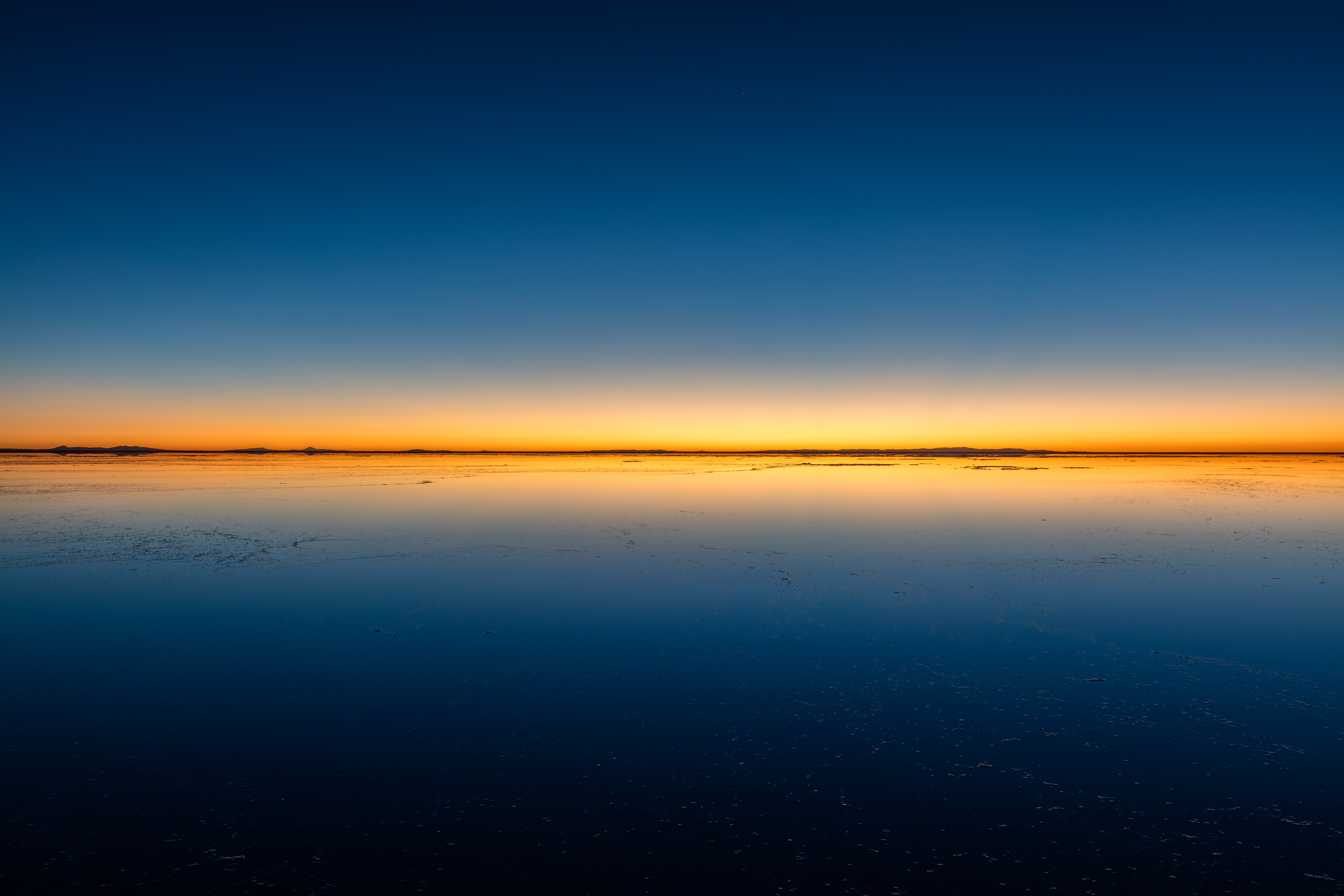
Alba locale

La temperatura media della regione rimane relativamente stabile e i picchi si registrano tra novembre e gennaio (massima di 21 °C) e giugno (minima di 13 °C). Le notti sono fredde durante tutto l'anno: le temperature restano infatti comprese tra i -9 °C e i 5 °C. L'umidità relativa è piuttosto bassa e costante durante tutto l'anno e oscilla tra il 30 e il 45%, salvo i mesi freddi, quando si avvicina al 60%. In genere piove poco, tanto che di rado si superano i 5 mm (tra 1 e 3 mm nei mesi da aprile a novembre): l'unica eccezione è costituita dai mesi invernali, in cui si può arrivare al di sopra dei 100 mm di precipitazioni.
| Bollettino meteorologico di Uyuni | Mesi | Mesi | Mesi | Mesi | Mesi | Mesi | Mesi | Mesi | Mesi | Mesi | Mesi | Mesi | Stagioni | Stagioni | Stagioni | Stagioni | Anno |
| Bollettino meteorologico di Uyuni | Gen  | Feb  | Mar  | Apr  | Mag  | Giu  | Lug  | Ago  | Set  | Ott  | Nov  | Dic  | Inv      | Pri      | Est      | Aut      | Anno |
| --------------------------------- | ---- | ---- | ---- | ---- | ---- | ---- | ---- | ---- | ---- | ---- | ---- | ---- | -------- | -------- | -------- | -------- | ---- |
| T. media (°C)                     | 10,8 | 10,3 | 10,0 | 8,4  | 4,7  | 3,1  | 2,7  | 4,4  | 6,7  | 9,2  | 11,0 | 11,8 | 11,0     | 7,7      | 3,4      | 9,0      | 7,8  |
| Precipitazioni (mm)               | 146  | 112  | 60   | 13   | 2    | 1    | 2    | 4    | 4    | 11   | 19   | 71   | 329      | 75       | 7        | 34       | 445  |
| Giorni di pioggia                 | 14   | 13   | 10   | 2    | 1    | 0    | 1    | 1    | 1    | 2    | 3    | 8    | 35       | 13       | 2        | 6        | 56   |
| Umidità relativa media (%)        | 54   | 61   | 52   | 31   | 18   | 15   | 16   | 15   | 15   | 17   | 18   | 34   | 49,7     | 33,7     | 15,3     | 16,7     | 28,8 |

## Economia

### Estrazione mineraria

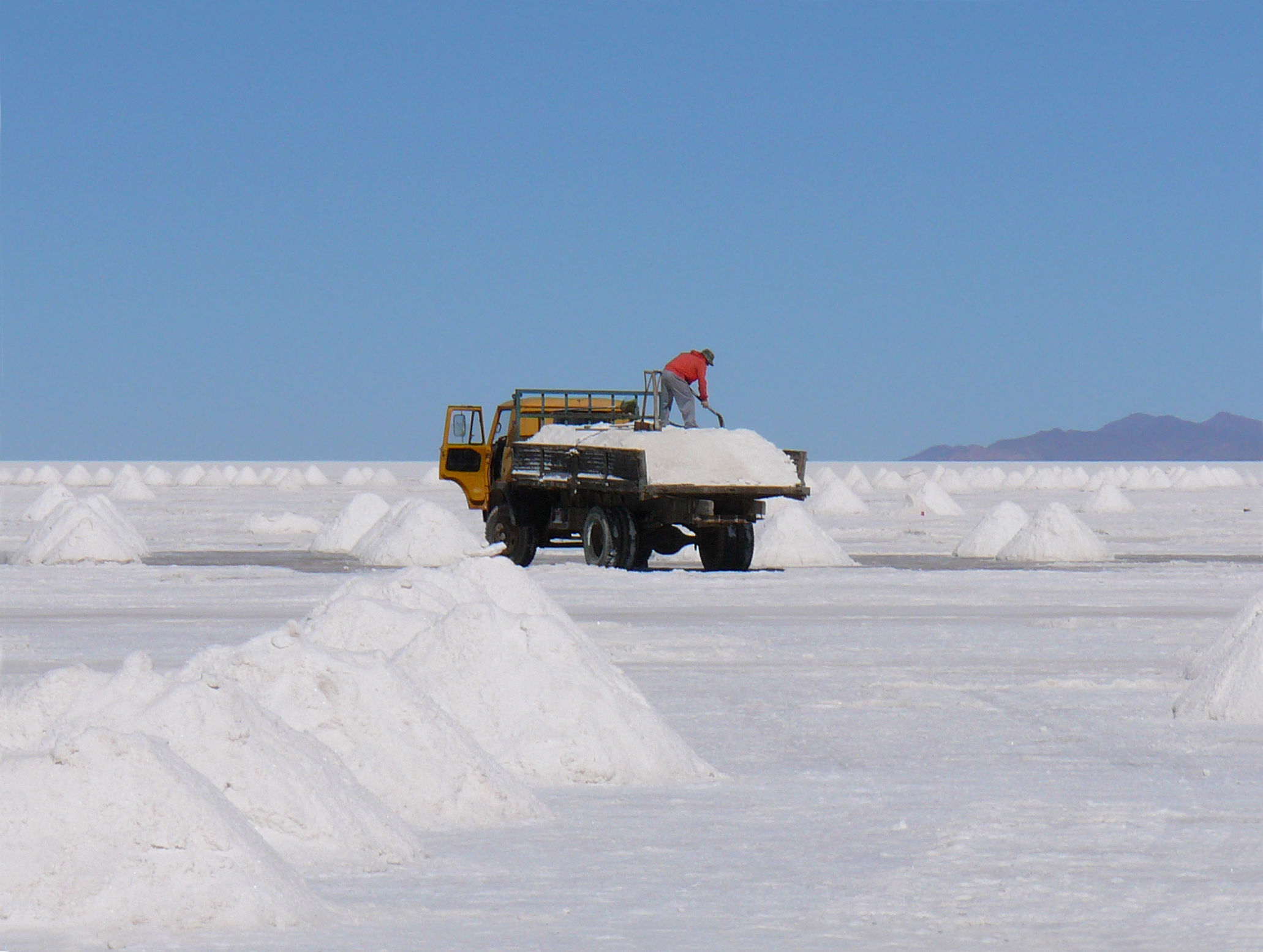
Produzione di sale a Salar

Il Salar contiene una grande quantità di sodio, potassio, litio e magnesio (tutti nelle forme cloridriche NaCl, KCl, LiCl e MgCl2, rispettivamente) e borace. Con una stima di 9.000.000 di tonnellate, la Bolivia detiene circa il 7% delle risorse di litio conosciute al mondo; la maggior parte di questi si trova proprio nel Salar de Uyuni.
Il litio è situato nella salamoia sotto la crosta di sale ad una concentrazione relativamente elevata di circa lo 0,3%. È anche presente negli strati superiori di halite situati proprio sotto la salamoia; ad ogni modo, la soluzione salina liquida risulta la più facile da estrarre, perforando la crosta e pompandone fuori la salamoia. La distribuzione della salamoia è monitorata dal satellite Landsat e confermata nelle prove di perforazione a terra. A seguito di questi risultati, una società internazionale con sede negli Stati Uniti ha investito 137 milioni di dollari nello sviluppo dell'estrazione del litio. Tuttavia, l'estrazione del litio negli anni '80 e '90 da parte di compagnie straniere ha incontrato una forte opposizione da parte della comunità locale. La gente del posto credeva che i guadagni ottenuti grazie alle miniere non avrebbero aumentato il loro benessere.
Nessun impianto minerario è attivo oggi sul sito e il governo boliviano non intende consentire lo sfruttamento da parte di società straniere. La Paz mira invece a raggiungere una produzione annuale di 35.000 t entro il 2023 in una joint venture con ACI Systems Alemania GmbH.
Si stima che il Salar de Uyuni contenga 10 miliardi di tonnellate di sale, di cui ogni anno ne vengono estratte meno di 25.000. A sud-ovest di Colchani, un insediamento vicino alla salina, si trova il laboratorio cooperativa Rosario, detto anche Bloques de Sal, dove i blocchi estratti vengono trasformati in mobili e opere d'arte.
Per via della sua posizione, della vastità dell'area e della pianura, il Salar è una delle principali vie di trasporto automobilistico attraverso l'Altipiano boliviano, tranne quando stagionalmente viene coperta dall'acqua.

### Turismo

#### Alberghi

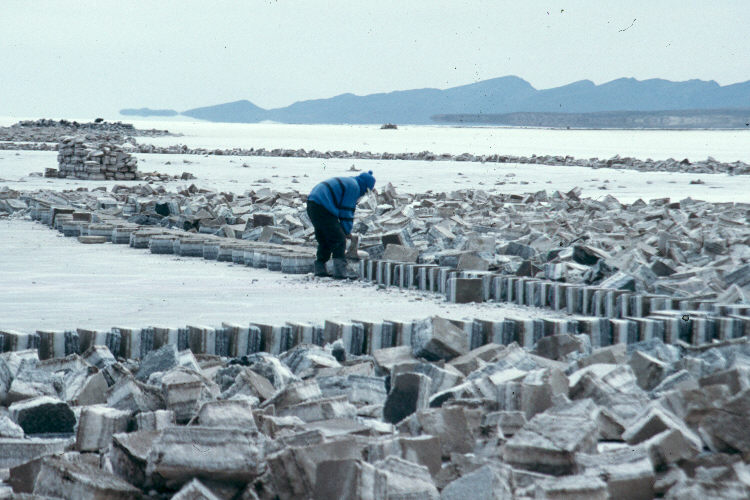
Metodo tradizionale di produzione del sale a Salar. I blocchi vennero utilizzati per la costruzione di un hotel di sale

Salar de Uyuni attira turisti da tutto il mondo. Essendo lontana da grandi centri urbani, sono stati costruiti numerosi hotel nella zona. A causa della penuria di materiali da costruzione convenzionali, molti alberghi sono quasi interamente (pareti, tetto, mobili) costruiti con blocchi di sale estratti dalla salina. Il primo costruito in questa maniera, detto Palacio de Sal, fu eretto nel 1993-1995 al centro della salina, e presto divenne una popolare destinazione turistica. Tuttavia, la sua posizione lontana da qualsiasi altro collegamento ha ingenerato problemi di igiene, poiché la maggior parte dei rifiuti doveva essere raccolta manualmente. Fenomeni di malagestione hanno causato un grave inquinamento ambientale e l'hotel è andato incontro allo smantellamento nel 2002.

#### Cimitero dei treni

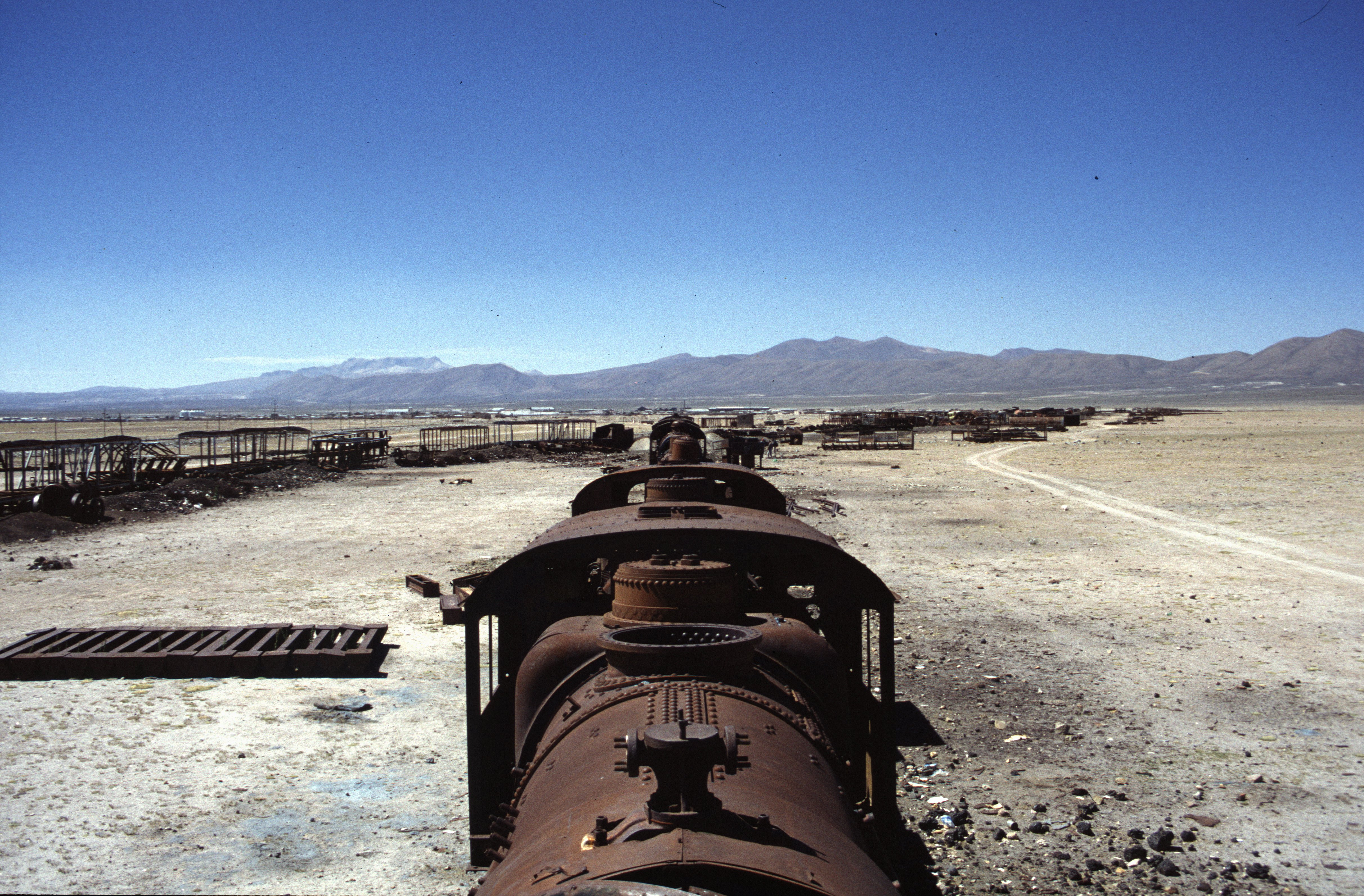
Cimitero dei treni vicino alla città di Uyuni

Una delle principali attrazioni turistiche è un antico cimitero di treni. Si trova a 3 km da Uyuni ed è collegato ad esso tramite i vecchi binari del treno. In passato la città fungeva da centro di smistamento per i treni che trasportavano minerali in rotta verso i porti dell'Oceano Pacifico. Le linee ferroviarie furono costruite da ingegneri britannici che giunsero in loco verso la fine del XIX secolo e formarono una considerevole comunità a Uyuni. Gli ingegneri furono invitati dalle compagnie ferroviarie sponsorizzate dalla Compagnia britannica Antofagasta e Bolivia, ora Ferrocarril de Antofagasta a Bolivia. La costruzione della ferrovia iniziò nel 1888 e terminò nel 1892. Fu incoraggiata dal presidente boliviano Aniceto Arce, il quale credeva che la Bolivia sarebbe fiorita grazie ad un efficiente sistema di trasporto. Tuttavia la struttura fu anche costantemente sabotata dagli indigeni Aymara, che giudicavano la ferrovia un'intrusione nei propri territori natali. I treni erano principalmente utilizzati dalle compagnie minerarie. Negli anni '40, l'industria mineraria andò in dissesto, in parte a causa dell'esaurimento dei minerali. Molti vagoni furono abbandonati e diedero vita a un cimitero dei treni. Sono state presentate proposte per costruire un museo del cimitero.

#### Isla del pescado
L'isla del pescado (isola del pesce) o incahuasi (casa dell'Inca) è un isolotto all'interno del salar la cui forma ricorda quella di un pesce. La sua composizione è mista fra sedimenti calcarei marini e materiale vulcanico, e raggiunge i 102 m dalla superficie del deserto di sale.
Nell'isola sono stati trovati 7 giacimenti archeologici della cultura Tiahuanaco, 2 rovine Inca, 30 caverne, 12 gallerie naturali ed un bosco di cactus, delle specie quirucolumbar, pillaya, piscallu, thulo, huajraguaya ed añaguaya principalmente. Raggiungibile esclusivamente in moto o con speciali jeep attrezzate per il particolare terreno locale, nella stagione delle piogge il deserto è coperto da una sottile pellicola d'acqua che, mista col sale, intacca il telaio delle vetture. L'isola costituisce un'attrazione turistica e l'ingresso è soggetto al pagamento di un biglietto.

## Flora e fauna

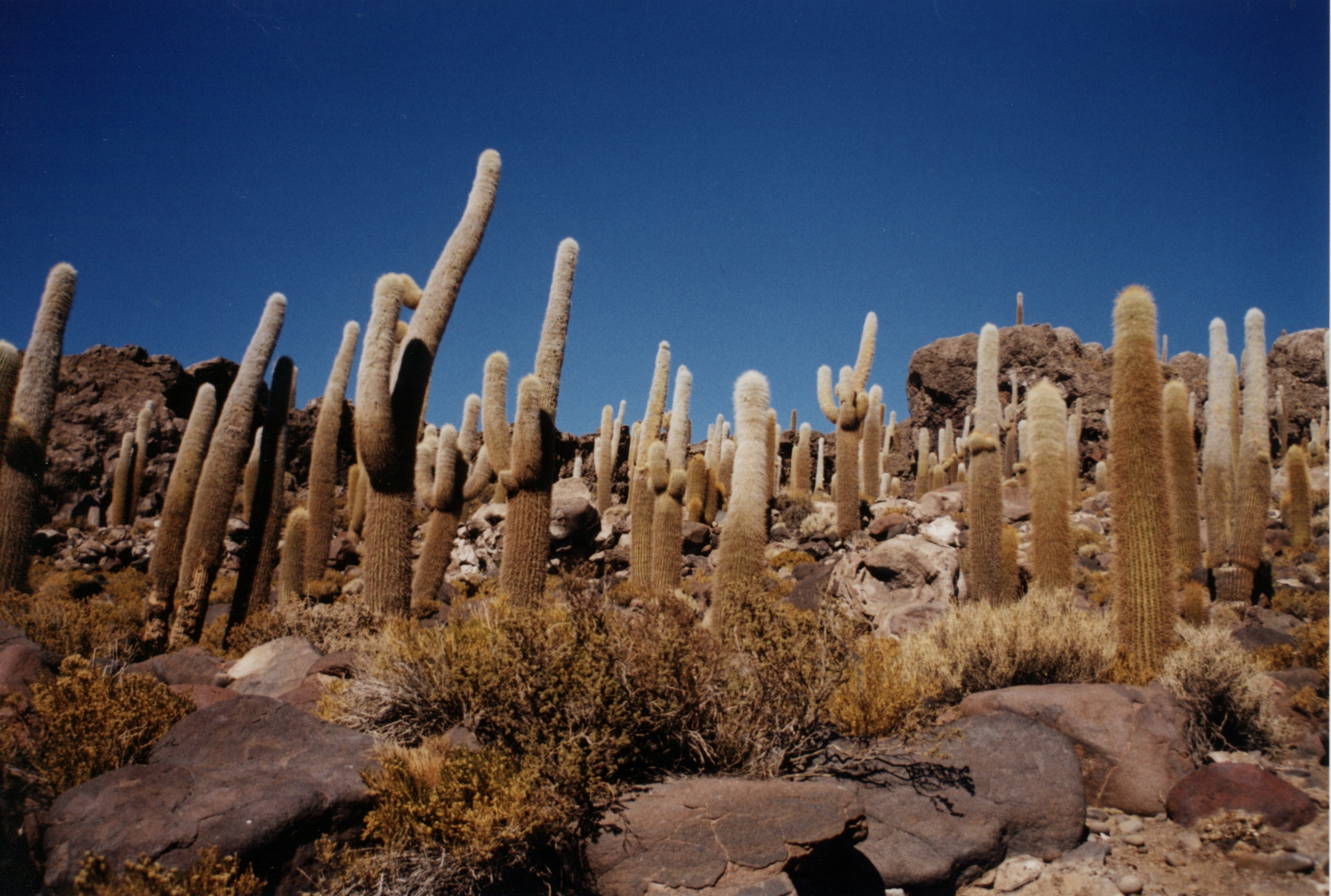
Cactus giganti sull'isola di Incahuasi
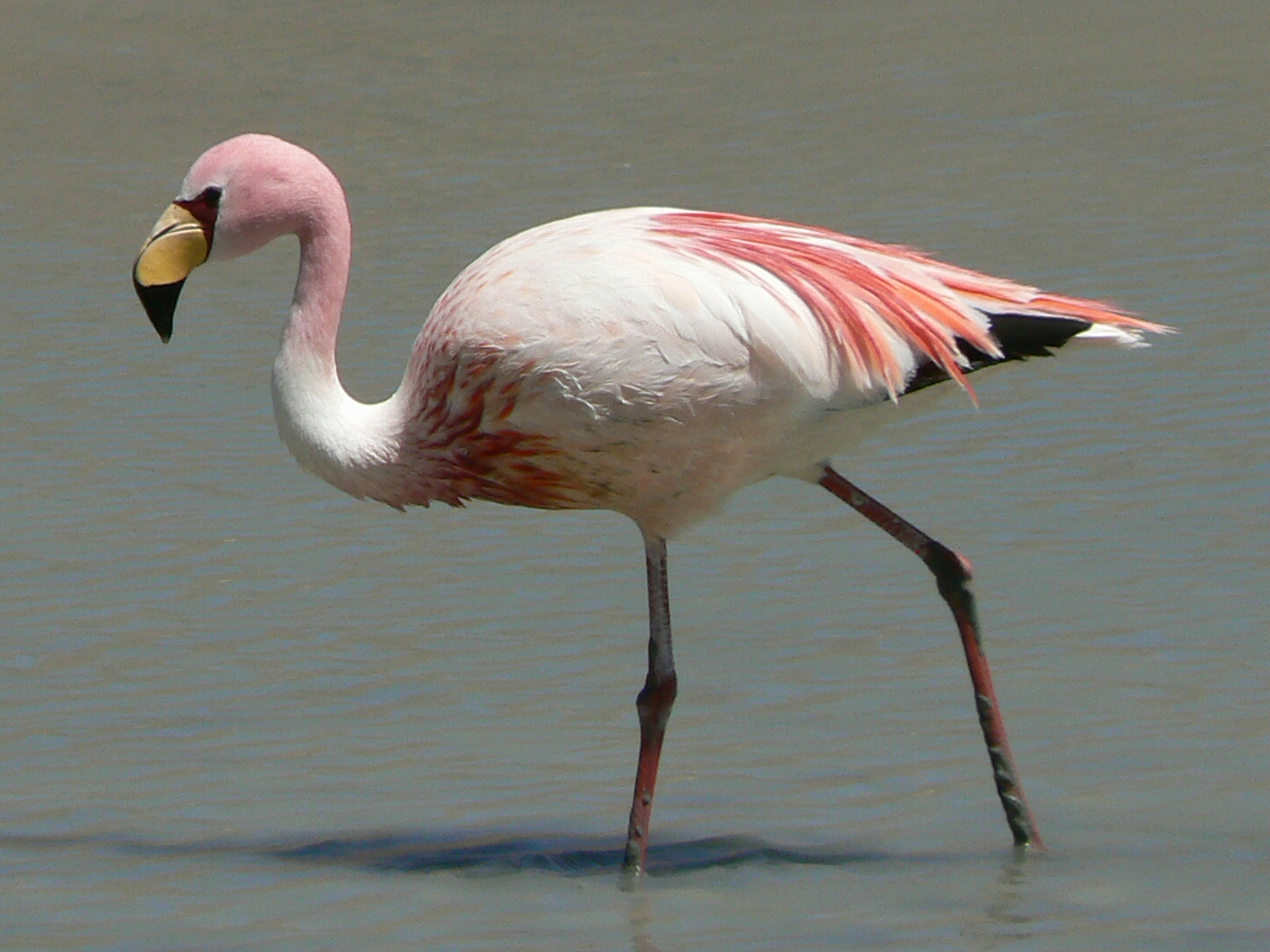
Fenicottero di James (Phoenicoparrus jamesi)
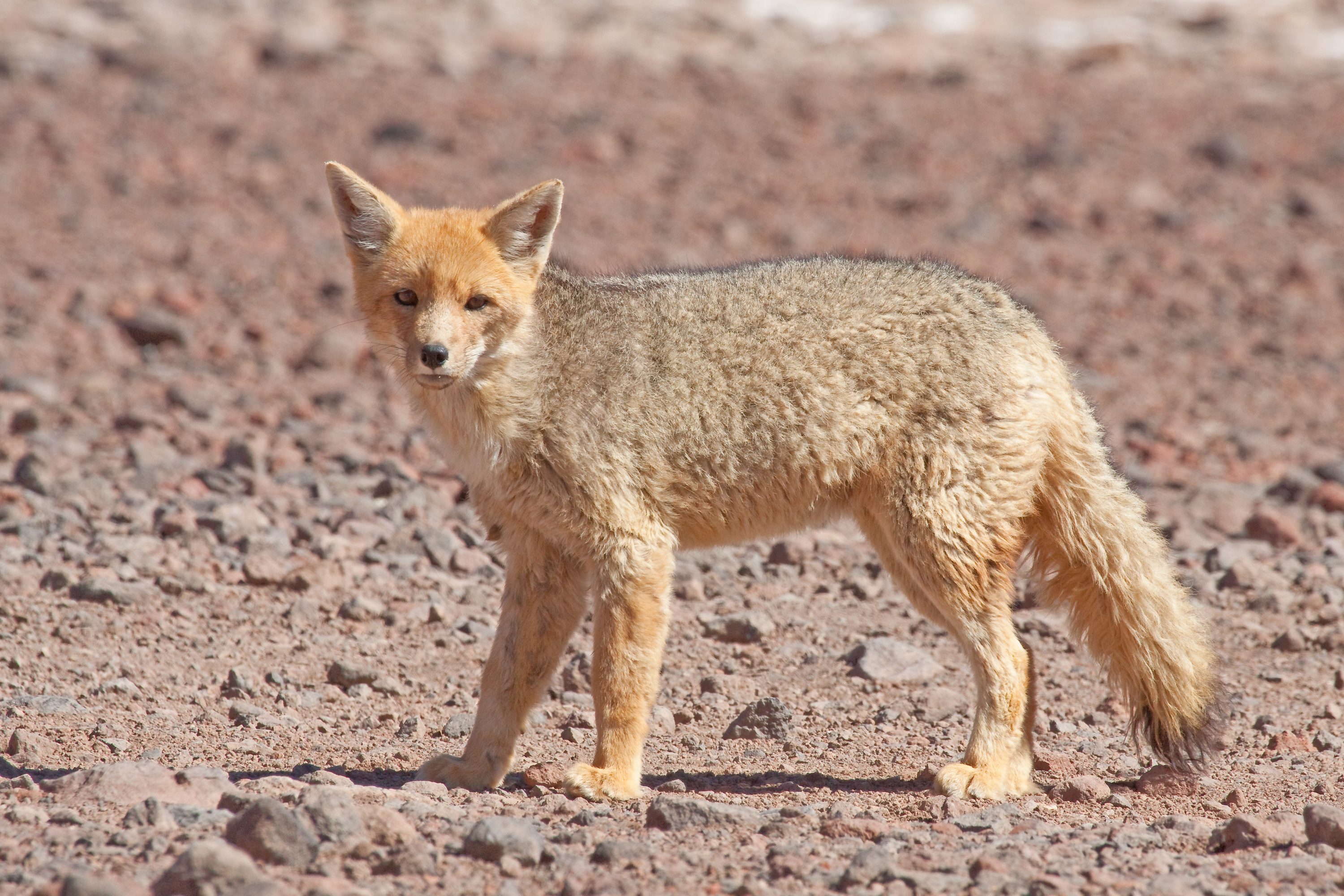
Culpeo (Lycalopex culpaeus)
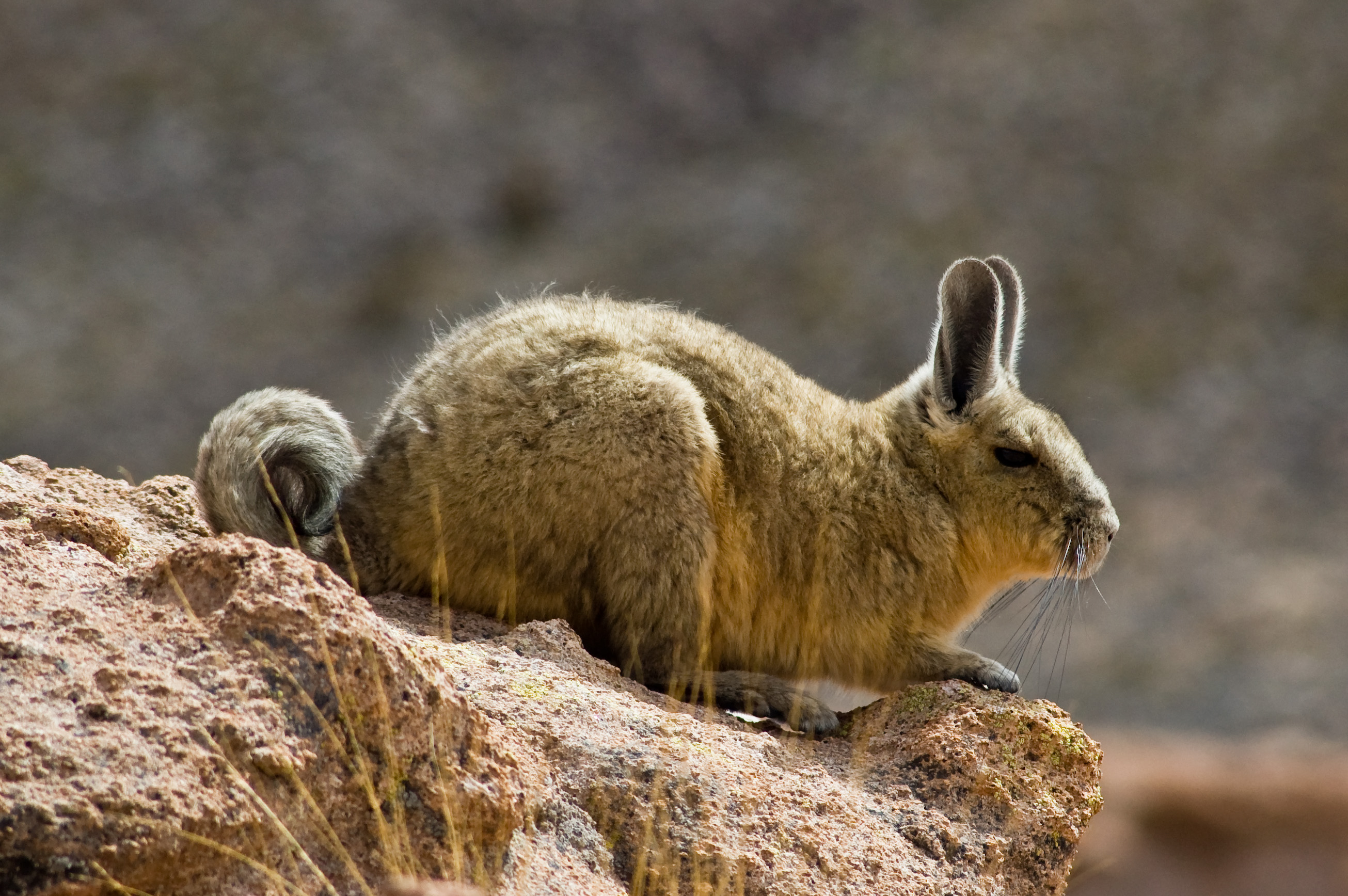
Viscaccia boliviana (Lagidium viscacia)
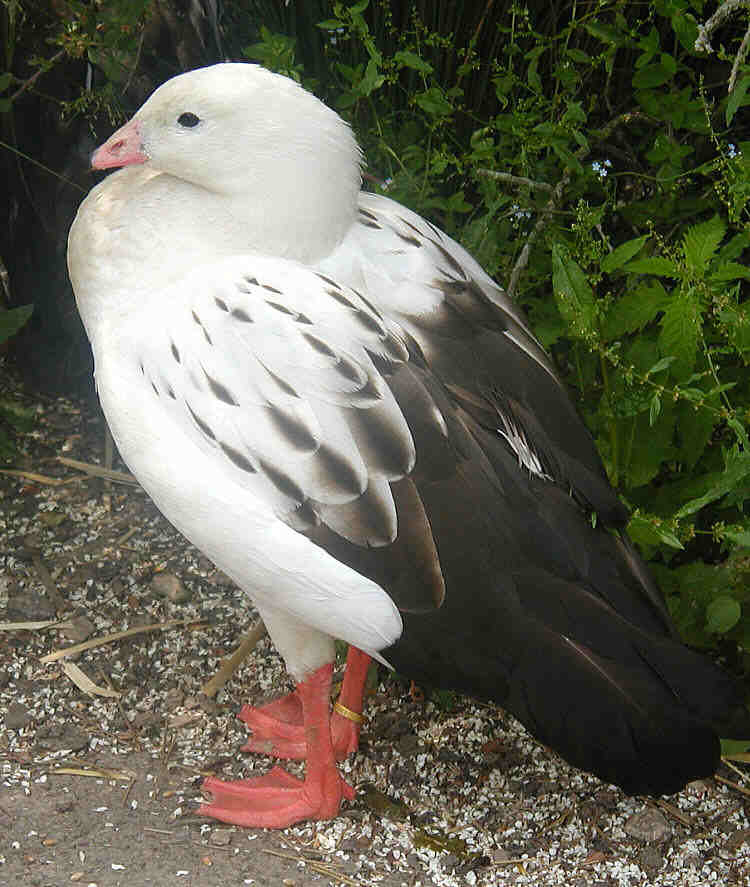
Oca delle Ande (Chloephaga melanoptera)
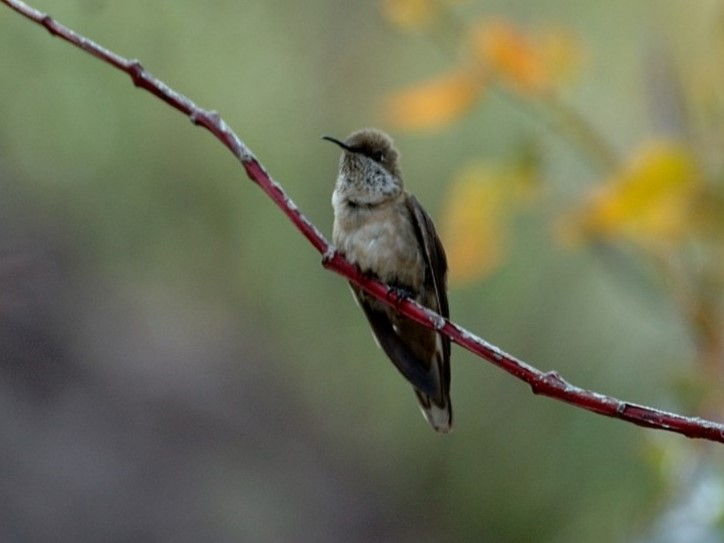
Colibrì stella dei monti dalla gola blu (Oreotrochilus estella)
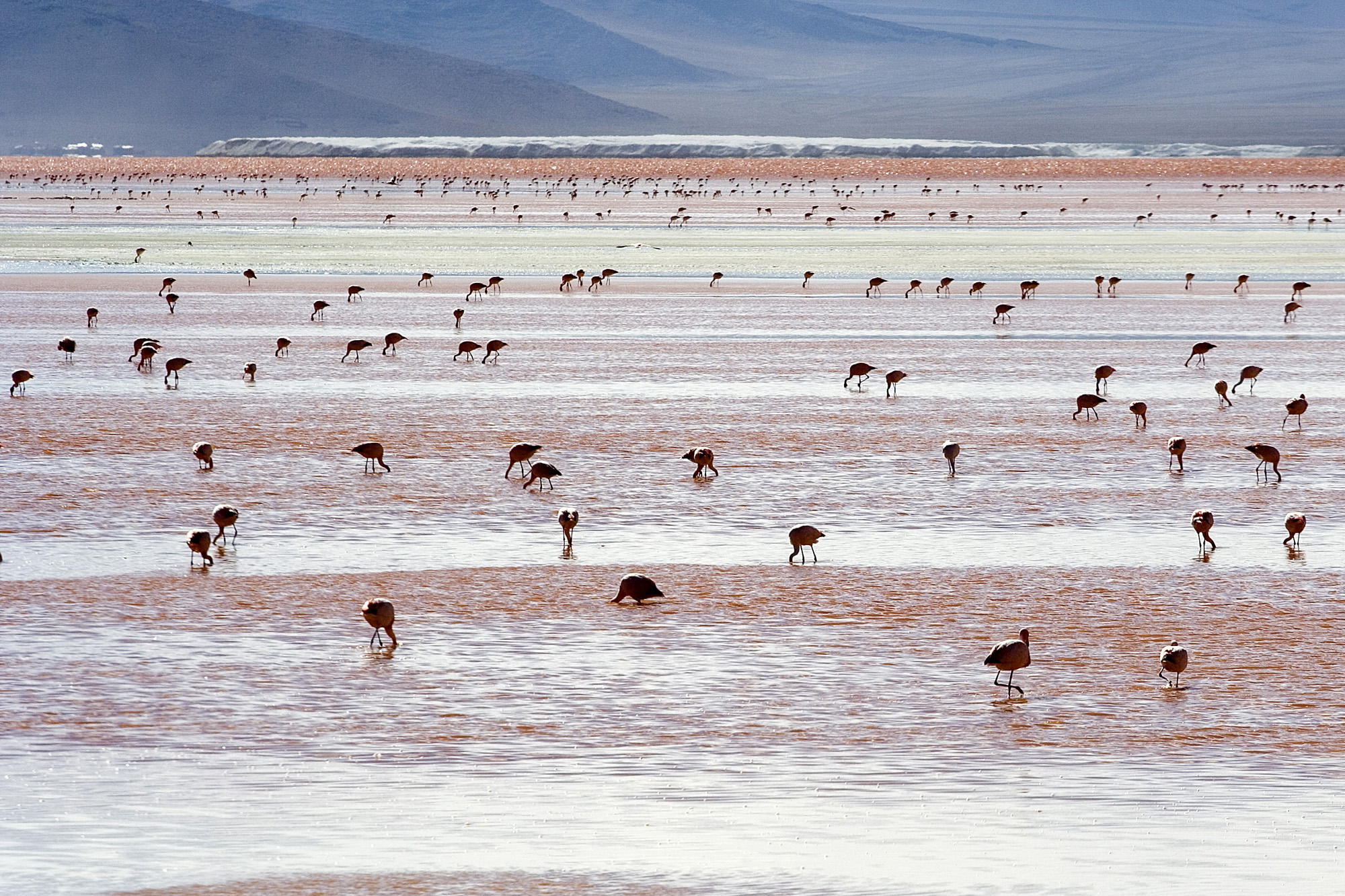
Fenicottero delle Ande (Phoenicoparrus andinus) nella Laguna Colorada,[16] a sud di Salar
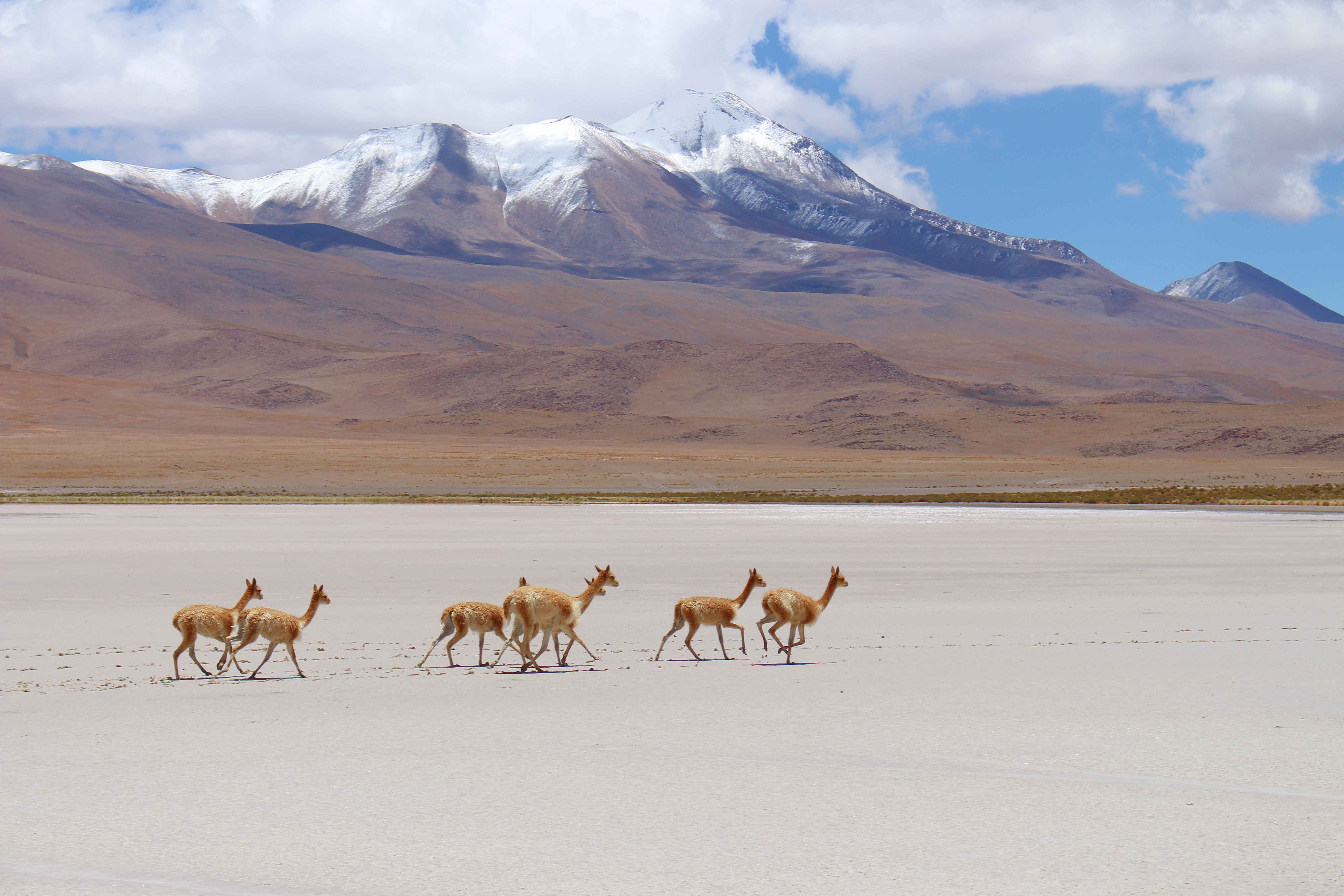
Vigogne (Vicugna vicugna) presso il Salar de Uyuni nel 2017

Il Salar è praticamente privo di fauna selvatica o vegetazione. Sono presenti invece cactus di grandi dimensioni (Echinopsis atacamensis pasacana, Echinopsis tarijensis, ecc.), i quali crescono ad una velocità di circa 1 cm ogni anno e raggiungono un'altezza massima di circa 12 m. Altri arbusti includono la pitaya (Hylocereus undatus), usata dalla gente del posto per curare il catarro, e il rosmarino di campo (Baccharis dracunculifolia), bruciato come combustibile. Sono presenti anche piante di quinoa (Chenopodium quinoa) e cespugli di queñua (Polylepis rugulosa).
Ogni novembre, Salar de Uyuni diventa la meta di tre specie di fenicotteri sudamericani, ovvero quella cilena (Phoenicopterus chilensis), quella andina (Phoenicoparrus andinus) e i rari fenicotteri di James (Phoenicoparrus jamesi), il cui colore presumibilmente deriva da alghe di colore rosa di cui si nutrono. Sono presenti circa 80 altre specie di uccelli, tra cui la folaga cornuta (fulica cornuta), l'oca delle Ande (Chloephaga melanoptera) e il colibrì stella dei monti dalla gola blu (Oreotrochilus estella), scoperto da poco e dichiarato a rischio di estinzione. È presente anche il lare, anche detto culpeo (Lycalopex culpaeus), e le isole di Salar (in particolare l'isola di Incahuasi) costituiscono l'habitat preferito delle viscacce (Lagidium viscacia), roditori simili a conigli.

## Calibrazione dei satelliti
Le saline sono ideali per calibrare le apparecchiature di misurazione della distanza dei satelliti perché occupano superfici vaste e stabili con una forte riflessione, simile a quella delle calotte glaciali. Essendo la più grande del pianeta Terra, Salar de Uyuni è particolarmente adatta a questo scopo. Nel periodo di scarse piogge che va da aprile a novembre, a causa dell'assenza di industrie nelle vicinanze e in virtù dell'elevata altitudine, i cieli sopra Salar de Uyuni sono molto chiari e l'aria è secca (l'umidità relativa è di circa il 30%; le precipitazioni a malapena superano 1 mm). La distesa bianca viene ogni anno levigata dalle inondazioni stagionali: l'acqua dissolve la superficie di sale e quindi la mantiene livellata.
Di conseguenza, la variazione dell'altitudine superficiale sull'area di 10.582 chilometri quadrati di Salar de Uyuni è inferiore a 1 metro. La radiazione solare incidente (albedo) di luce ultravioletta è relativamente alta (0,69) e varia in maniera trascurabile nell'arco della giornata. La combinazione di tutte queste caratteristiche rende Salar de Uyuni circa cinque volte migliore per la calibrazione satellitare rispetto alla superficie di un oceano. Utilizzando Salar de Uyuni come obiettivo, ICESat ha già raggiunto l'accuratezza della misurazione dell'elevazione a breve termine di poco meno di 2 centimetri.
Utilizzando i dati del MISR per eseguire la batimetria ottica passiva quando la salina è bagnata e calibrando il risultante modello di profondità dell'acqua con i dati topografici dall'altimetro laser di ICESat, è stato dimostrato che Salar de Uyuni non è perfettamente piatto. L'analisi del 2006 ha rivelato caratteristiche precedentemente ignote: irregolarità di 20/30 cm di altezza più o meno sinusoidali con una lunghezza d'onda di 5 km (chiaramente visibili nelle immagini LandSat del 1973 e del 1975, e ancora, negli stessi punti, decenni dopo), e una fossa verso la zona esterna larga 1–3 km e profonda dai 20 ai 50 cm. Tali imperfezioni sono dovute alla diversa densità dei sedimenti e dalla forza gravitazionale. Proprio come la superficie dell'oceano si alza su montagne sottomarine più elevate, anche la superficie piatta del sale risulta differente in vari punti a seconda della conformazione degli elementi nel sottosuolo.

## Galleria d'immagini

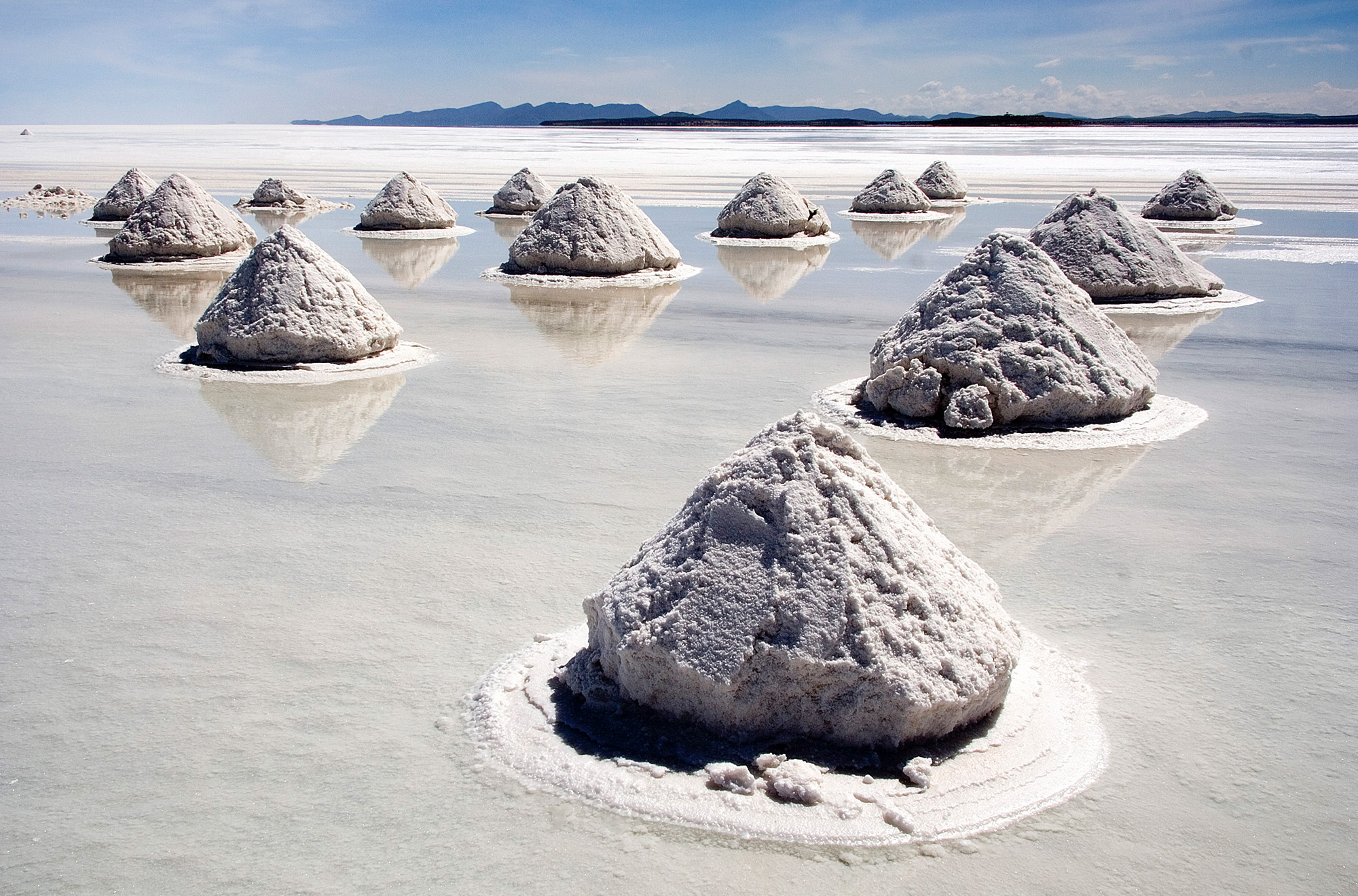
Pile di sale
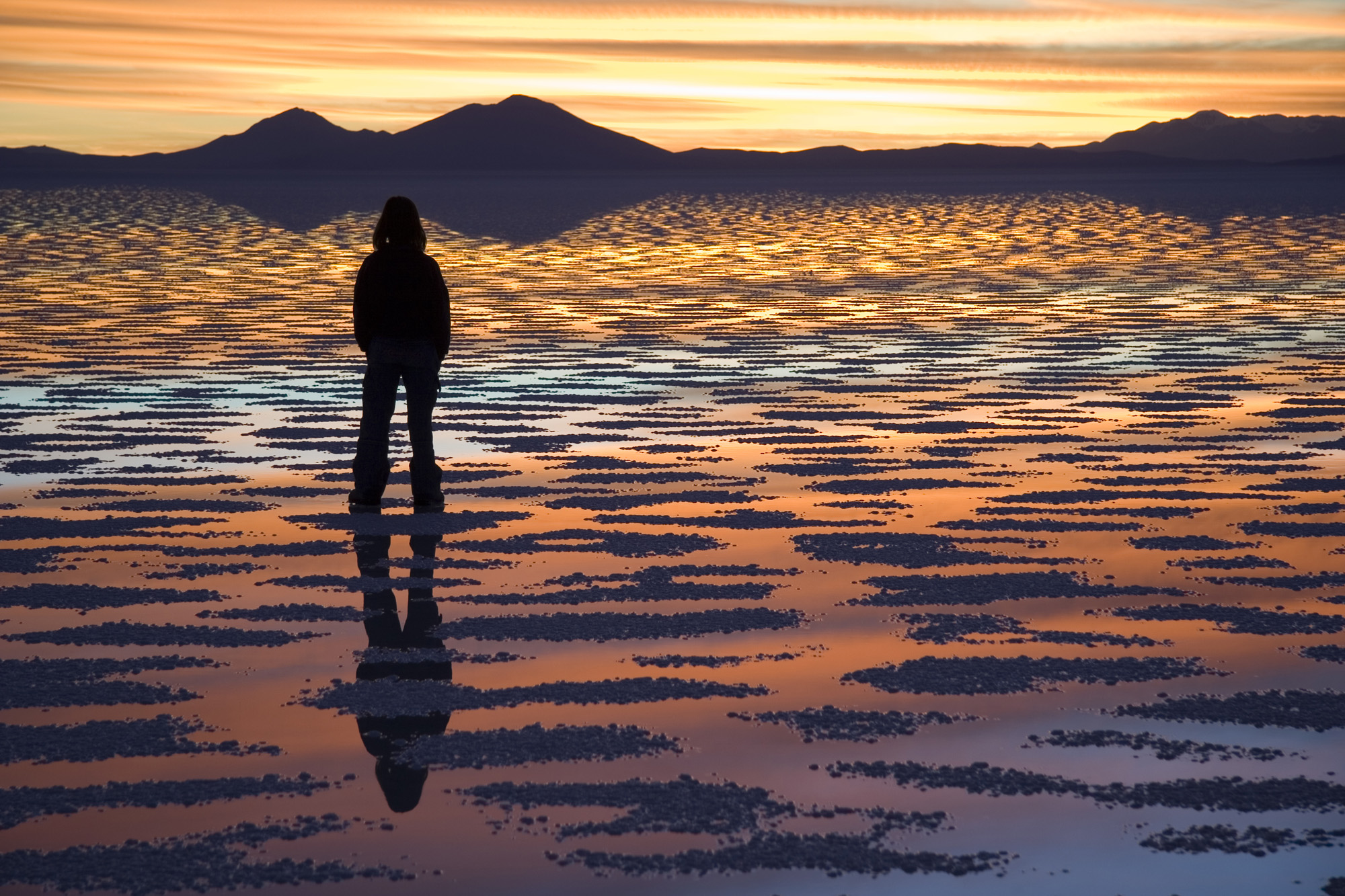
Tramonto sul deserto
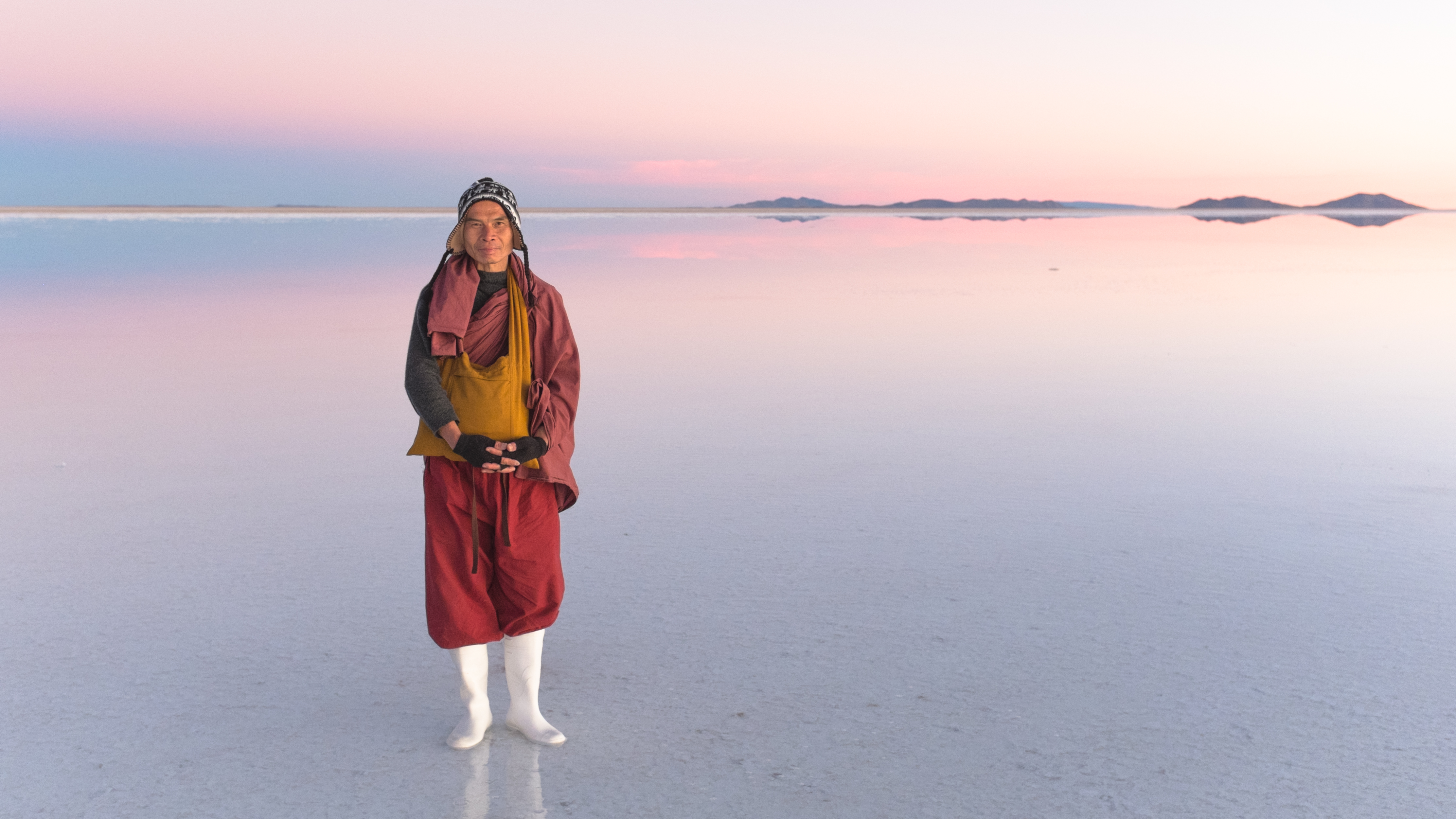
Un monaco taiwanese nel Salar de Uyuni
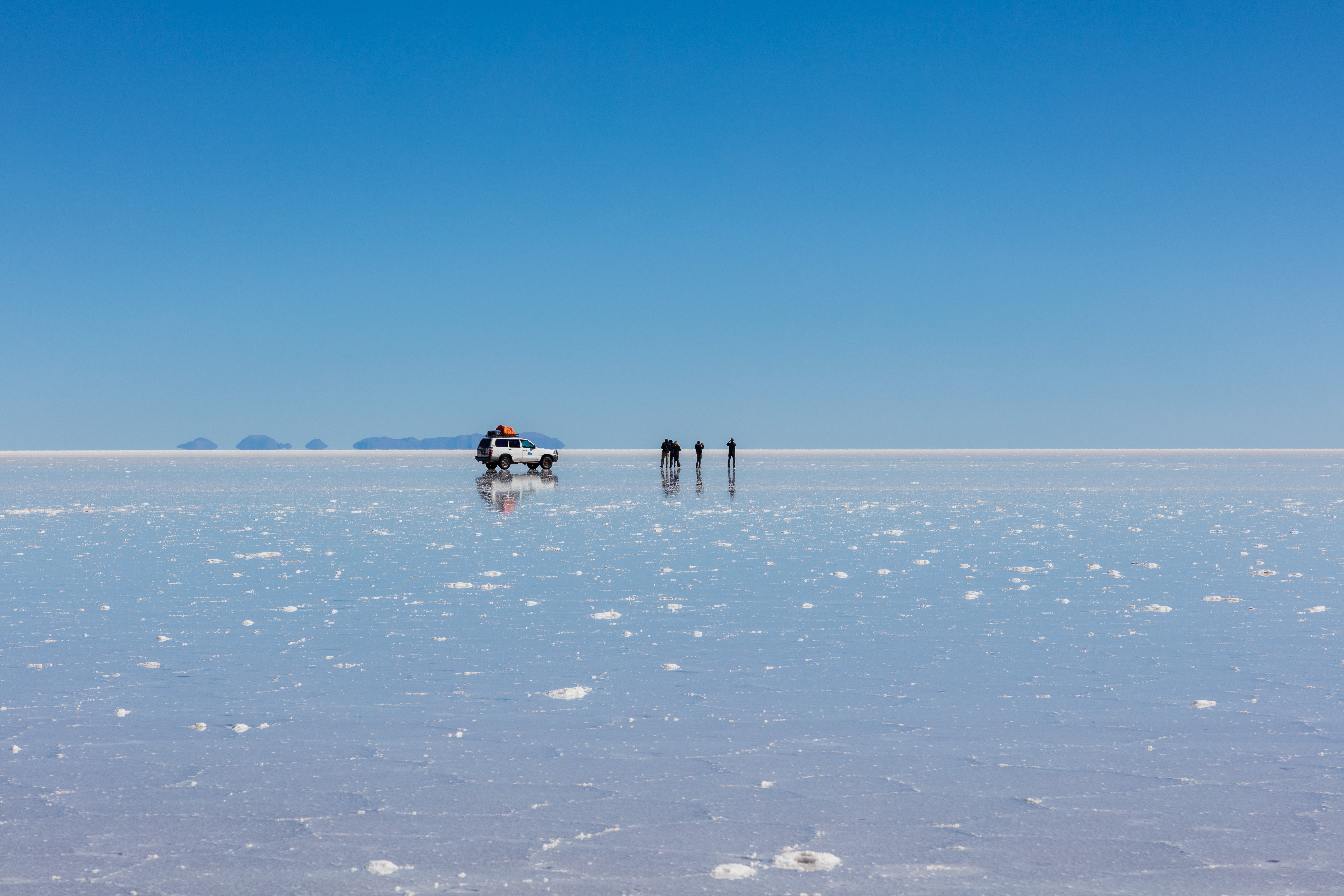
Salar con acqua
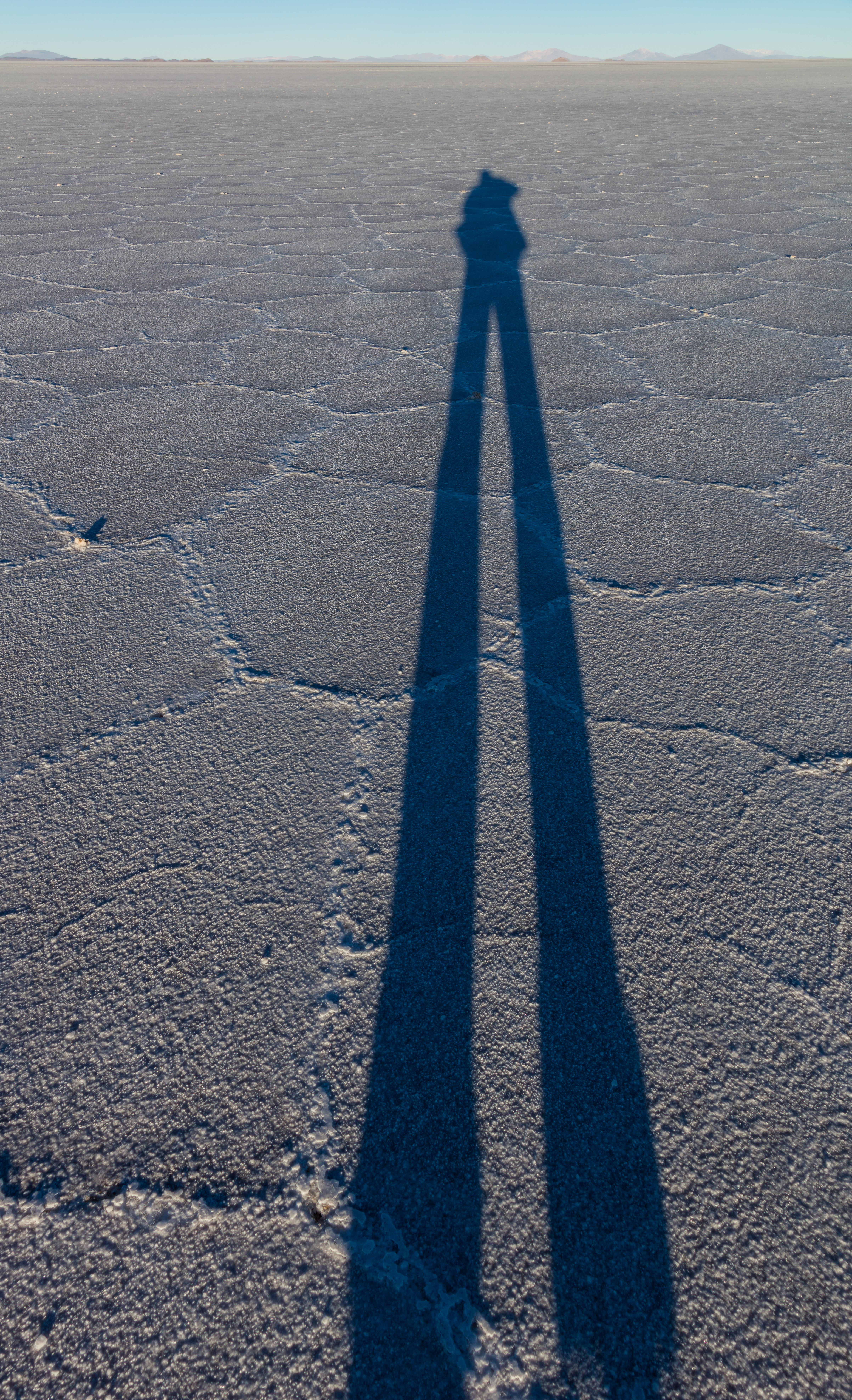
Esagoni di sale
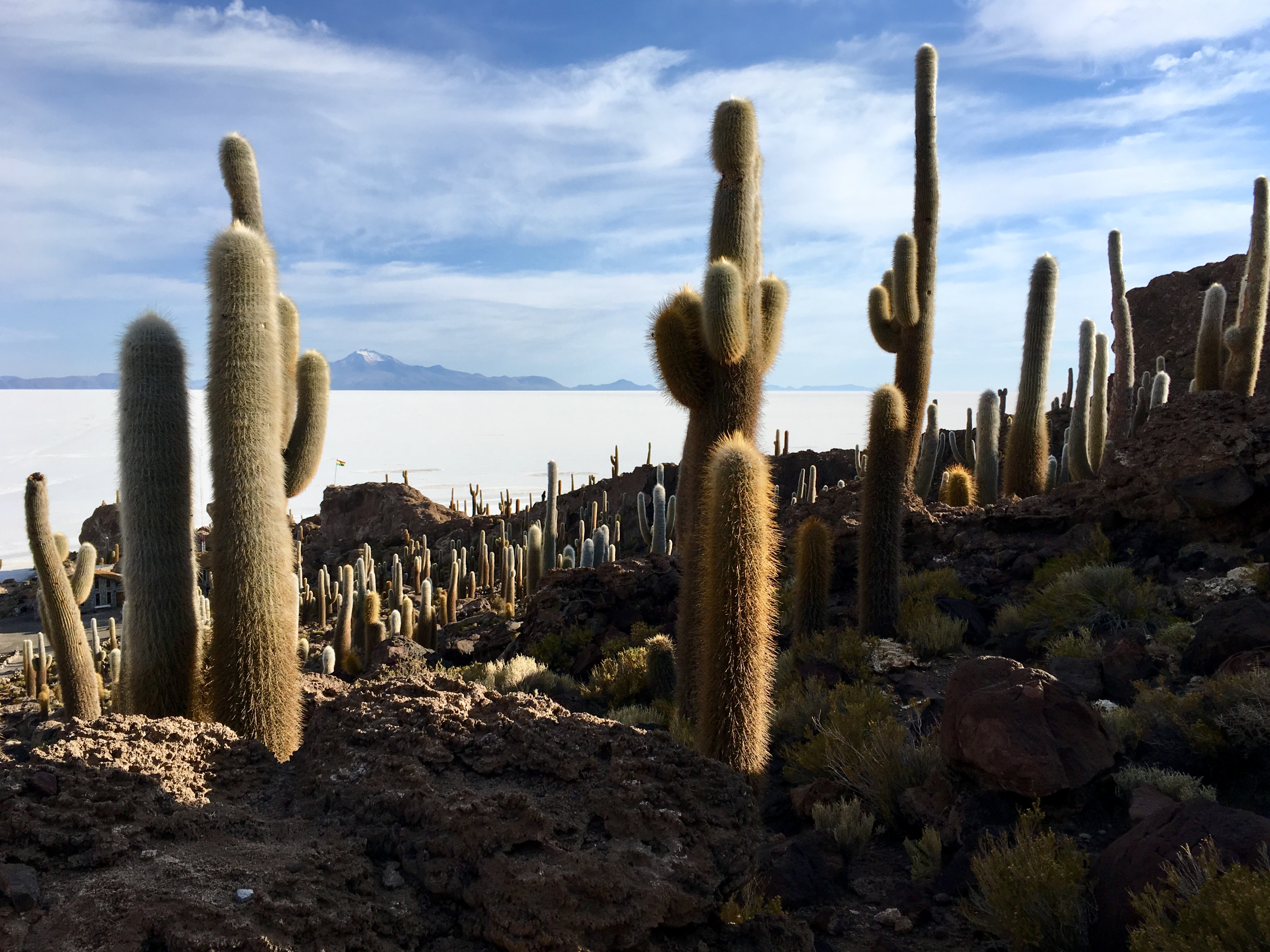
Isla Incahuasi
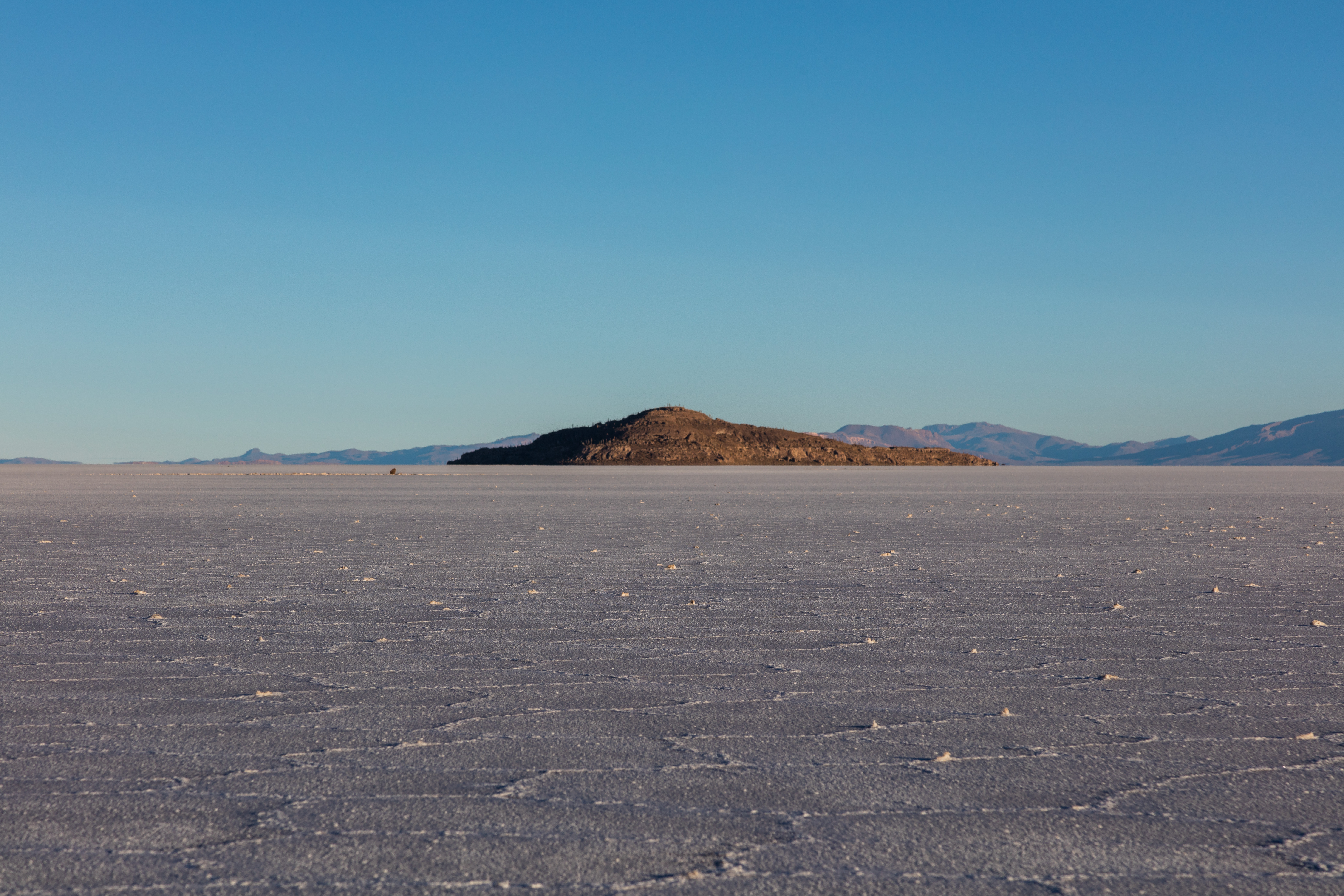
Isla del Pescado